# Gerezanka ruda
Gerezanka ruda, gereza ruda (Piliocolobus badius) – gatunek ssaka naczelnego z podrodziny gerez (Colobinae) w obrębie rodziny koczkodanowatych (Cercopithecidae).

## Zasięg występowania
Gerezanka ruda występuje w zachodniej Afryce zamieszkując w zależności od podgatunku:
- P. badius badius – gerezanka ruda – Sierra Leone (zachodnia granica w Rokupr, 09°N, 12°34′48″W), południowa Gwinea, Liberia i zachodnie Wybrzeże Kości Słoniowej (na wschód od systemu rzek Nzi-Bandama).
- P. badius temminckii – gerezanka gwinejska – od rzeki Gambia i górnego biegu rzeki Senegal przez południowo-zachodni Senegal, Gambię i Gwineę Bissau (nieobecny na wschód od rzeki Corubal, z wyjątkiem rzekomej obserwacji w Catió, w pobliżu granicy z Gwineą) do północno-zachodniej Gwinei (na wschód do Kopulau Camp, 12°24′N, 13°34′48″W); prawdopodobnie występuje również w północno-zachodnim Sierra Leone. Raporty z wyżyny Futa Dżalon w Gwinei wymagają potwierdzenia.

## Taksonomia
Gatunek po raz pierwszy naukowo opisał w Robert Kerr nadając mu nazwę Simia (Cercopithecus) badius. Holotyp pochodził z Sierra Leone.
Takson temminckii jest czasami uważany za odrębny gatunek ponieważ wydaje się, że między temminckii a badius występuje różnica w kolorze sierści; aby to wyjaśnić, potrzebne są dodatkowe badania. Autorzy Illustrated Checklist of the Mammals of the World rozpoznają dwa podgatunki.

### Etymologia
- Piliocolobus: gr. πιλίον pilion „w czapce”, zdrobnienie od πιλος pilos „czapka”; rodzaj Colobus Illiger, 1811 (gereza)[14].
- badius: łac. badius „kasztanowaty, brązowy”[15].
- temminckii: Coenraad Jacob Temminck (1778–1858), holenderski zoolog, ilustrator i kolekcjoner[16].

## Charakterystyka

### Morfologia
Długość ciała (bez ogona) samic 43–63 cm, samców 50–63 cm, długość ogona 63–77 cm; masa ciała samic 6–9 kg, samców 9–12,5 kg. Małpa o małej głowie, krótkim pysku, bokobrodach skierowanych do tyłu. Ubarwienie ciała zmienne w zależności od podgatunku, prawie zawsze czerwonawe (łącznie z głową i bokobrodami). Wierzch ciała szary, z czerwonawym lub całkiem szarym spodem. Spód i nogi są najczęściej jaśniejsze. Ogon długi, cienki, na końcu trochę grubszy, jednolicie czerwony lub szary.

### Tryb życia

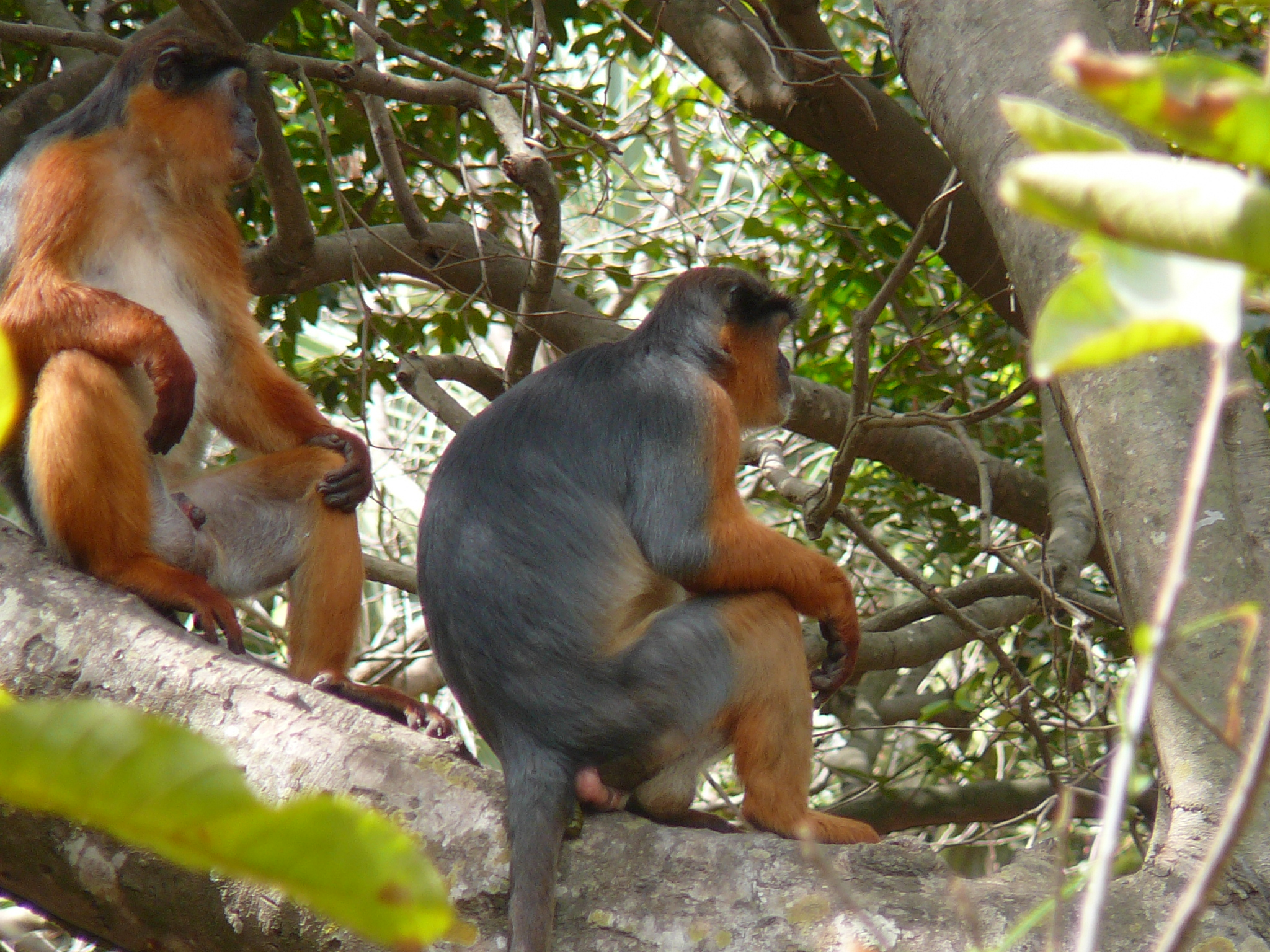

Zamieszkuje lasy wszystkich typów położonych do 1500 m n.p.m., najlepiej w pobliżu rzek i potoków. Aktywne w ciągu dnia. Żyją najczęściej w koronach drzew. Tworzą grupy składające się z 8 – 10 osobników, w których występują zwierzęta obojga płci. Na jednego samca przypada 2 do 3 samic. Młodociane samce i samice nie opuszczają macierzystej grupy. Zwierzęta są agresywne jedynie w stosunku do innych grup na obcym, nie znakowanym terytorialnie terenie. Więzi w grupie nią są zbyt silne. Zdarza się, że samce zabijają młode. Gerezy żywią się wyłącznie pokarmem roślinnym: liśćmi, młodymi pędami, pączkami kwiatów i owocami.

### Rozród
Zachowania godowe i seksualne słabo poznane. Ciąża u samic trwa około 6 miesięcy, po czym rodzi się jedno młode. Młode karmione jest mlekiem matki przez rok. Pomiędzy kolejnymi miotami mija 2 lata. Dojrzałość płciową samice osiągają w 2 roku życia, samce w 3 roku życia.